# (33839) 2000 GQ58
2000 GQ58 (asteroide 33839) é um asteroide da cintura principal. Possui uma excentricidade de 0.22992400 e uma inclinação de 2.51729º.
Este asteroide foi descoberto no dia 5 de abril de 2000 por LINEAR em Socorro.